# Erupció volcànica

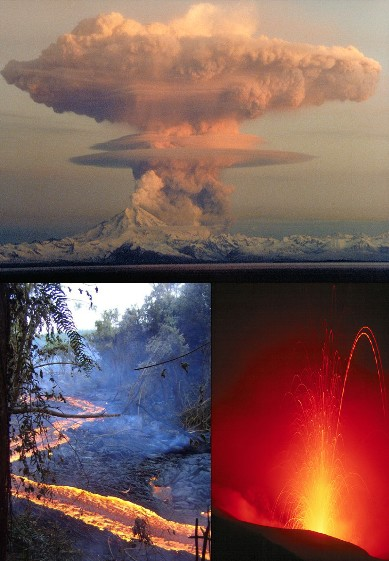
Diverses estructures eruptives formades durant l'activitat volcànica: columna eruptiva; fluixs de lava i arc de lava.

Una erupció volcànica és una emissió violenta a la superfície terrestre de matèries procedents de l'interior del volcà. Exceptuant els guèisers, que emeten aigua calenta, i els volcans de fang, la matèria dels quals, en gran part orgànica, prové de jaciments d'hidrocarburs relativament propers a la superfície, les erupcions terrestres es deuen als volcans.
Existeixen diversos tipus d'erupcions volcàniques que han estat distingits pels vulcanòlegs. Aquests són sovint el nom de famosos volcans que s'hi hagi en aquest tipus de conducta observada. Alguns volcans poden presentar només un tipus característic d'erupció durant un període d'activitat, mentre que d'altres poden mostrar una seqüència completa de tipus variats en una única sèrie eruptiva.

## Característiques
Les erupcions volcàniques no obeeixen cap llei de periodicitat, i no ha estat possible descobrir un mètode per prevenir-les, encara que de vegades venen precedides per sotragades sísmiques i per l'emissió de fumaroles. La seva violència es relaciona amb l'acidesa de les laves i amb la riquesa d'aquestes en gasos oclusos. Aquests assoleixen altes pressions i, quan arriben a vèncer la resistència que troben, s'escapen violentament, donant lloc a una erupció explosiva. Al contrari, una lava bàsica és molt més fluida i oposa escassa resistència a l'exhalació dels seus gasos: les erupcions són aleshores menys violentes i poden revestir un caràcter permanent.
Les erupcions són conseqüència de la pujada del magma a la superfície. El magma es forma quan les roques del mantell es fonen parcialment. En ser menys dens que les roques que l'envolten, el magma puja fins a arribar a l'escorça, on es deposita en cambres magmàtiques, on hi pot romandre per un temps molt variable. L'erupció volcànica es provocada quan la pressió dels gasos que es troben amb el magma es tan gran que provoca la pujada del magma i el volcà acaba expulsant la lava bullent. Pot generar fosa de gels i glaceres, els esfondraments, els al·luvions, etc.
Les erupcions també es caracteritzen per altres factors: temperatura de la lava, el seu contingut de gasos oclusos, estat del conducte volcànic –xemeneia lliure o obturada per matèries sòlides, llac de lava que oposa el seu empeny a la sortida del magma del fons–.
Fins fa ben poc, no havia estat possible d'explicar ni d'aclarir, de manera exacta, les causes dels fenòmens volcànics, però sí que se sabia del cert que l'erupció d'un volcà succeeix quan el magma, material fos del mantell, puja a la superfície.
Avui, s'accepta que hi ha 3 possibles causes de la fusió del magma.
-Per l'augment de temperatura en un punt del mantell, causada pels corrents convectius que s'hi donen; en aquest cas, es parla de hot spots o punts calents. El vulcanisme de les illes Hawaii o el de les illes Canàries es deu a aquest fenomen.
-Per la descompressió que experimenta el mantell sota una dorsal oceànica, on dues plaques tectòniques se separen progressivament, i creen nova escorça oceànica. Més del 90% del vulcanisme de la Terra es deu a aquest fenomen, que normalment passa desapercebut, en donar-se en el fons marí. Gairebé tot el vulcanisme d'Islàndia es deu a aquest fenomen.
-Per la presència d'aigua (en estat supercrític, a més de 647K) en una zona de subducció. La presència d'aigua permet al mantell començar el procés de fusió a temperatures més baixes que en els dos casos anteriors. En aquest cas, parlem d'arcs volcànics, ja que es crea una línia de volcans paral·lela al marge de subducció. El vulcanisme dels Andes o el del Japó es deu a aquest fenomen.
Com més material mantèlic es fon, major en serà la pressió acumulada sota l'escorça, i com que, a més a més, aquest material, que passa a denominar-se magma, és menys pesant que la roca que l'envolta, anirà ascendint a poc a poc cap a la superfície terrestre. Aquest procés és llarg i complicat, però efectiu. El magma cerca els punts febles de l'escorça i puja directament a la superfície o s'acumula allà on troba massa resistència creant una cambra magmàtica. En aquesta cambra, tenen lloc els processos de diferenciació magmàtica que donaran lloc als diferents tipus de magma. Si aquest continua el seu camí fins a arribar a la superfície, donarà lloc a una erupció volcànica; però, si no aconsegueix la pressió necessària, quedarà confinat sota la superfície i s'anirà refredant lentament fins que cristal·litzi i doni lloc a un plutó o batòlit que, un cop a temperatura ambient, esdevindrà una roca plutònica, com per exemple el granit.
El magma que aconsegueix ascendir va obrint-se pas gràcies a la deformació que crea a la roca que l'envolta, obrint fractures preexistents o creant-ne de noves. Per aquestes fractures, el magma va ascendint lentament fins a arribar a la superfície si troba el camí, o creant una nova cambra magmàtica si troba resistència. Aquest procés pot donar-se nombroses vegades. Un factor que també intervé en el camí a la superfície és la fusió de la roca amb què el magma es va trobant, a causa de la seva major temperatura. Aquest fenomen, però, és residual, ja que la migració del magma té lloc principalment per processos mecànics i no de fusió.
La presència de volàtils influeix també en el procés eruptiu; a mesura que pugen, aquests suporten menys pressió i es van descomprimint, i donen lloc a gasos que actuen com a motors de l'erupció, tot i que aquests també poden escapar a la superfície en cas que trobin punts de sortida. En aquest cas, pot ocórrer que s'inhibeixi l'erupció perquè aquests escapaments de gas atenuen la pressió a la cambra magmàtica, de la mateixa manera que la vàlvula de seguretat d'una olla de pressió allibera part de la pressió creada pel vapor d'aigua. La major o menor presència de gasos en un magma eruptiu donarà lloc a un tipus de fase eruptiva o a una altra. Avui en dia, no es parla de tipus d'erupció sinó de fases eruptives, ja que diferents fases poden donar-se en una mateixa erupció. Les diferents fases eruptives que pot tenir un volcà són efusiva, explosiva i hidrovolcànica.
Segons sigui la freqüència de les erupcions, es pot parlar de vulcanisme actiu, vulcanisme de repòs o atenuat, o vulcanisme inactiu. Aquests conceptes són difícils de precisar, ja que hi ha volcans en repòs sense cap erupció en la memòria històrica que poden donar una falsa sensació de seguretat en poder ser confosos amb volcans extingits. Els volcans de la Garrotxa en són un bon exemple, perquè el seu període mitjà entre erupcions és d'uns 15.000 anys, i la darrera erupció tingué lloc fa 11.000 anys. La freqüència amb què un volcà entra en erupció depèn de molts factors; però, un dels principals n'és la velocitat de recàrrega de la cambra magmàtica, ja que si bé una erupció allibera pressió dins la cambra, que queda en relatiu repòs, una nova injecció de magma des del mantell fa augmentar-ne la pressió, i millora les condicions necessàries per a una nova erupció.

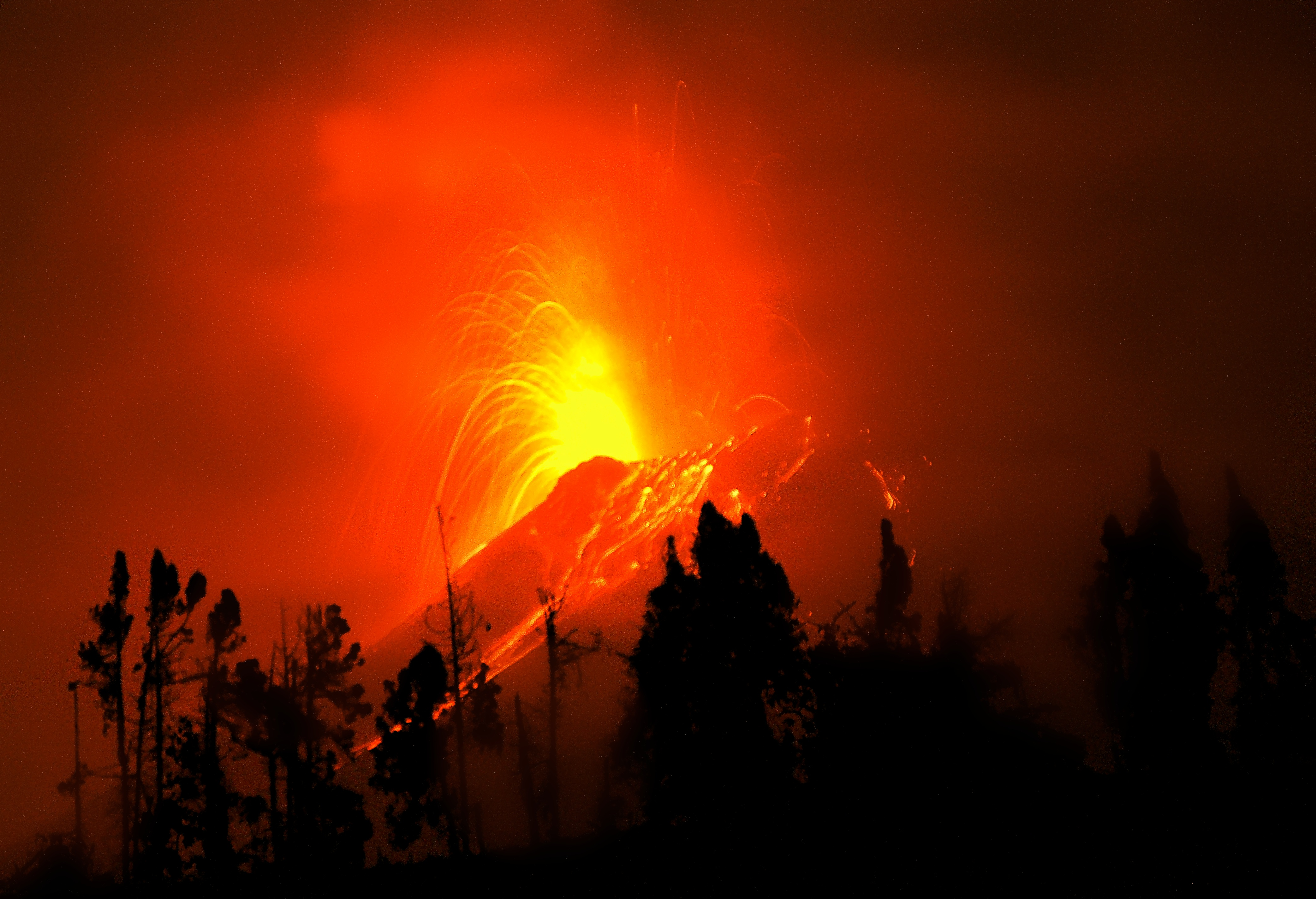
El Tungurahua és un volcà actiu de l'Equador de 5.020 m d'altitud, 2011 l'Institut Geofísica Institut l'Escuela Politécnica Nacional cases d'equips internationales Sismologia i Vulcanologia monitoritzes en els països volcans en les Equador Volcàns en la Cinturó de foc del Pacífic i Illes Galápagos.

### Índex d'explosibilitat
L'índex d'explosibilitat volcànica (comunament abreujat IVE) és una escala de 0 a 8 graus, per a la mesura de la força de les erupcions, en relació amb el material expulsat. És utilitzat pel Global Volcanism Program de l'Institut Smithsonià. Es realitza d'una manera similar a l'escala de Richter per a terratrèmols, l'escala és logarítmica a partir de l'interval IEV-1 a IEV-2, on cada interval de l'escala representa una multiplicació per deu en els criteris d'erupció observats. Es dona un valor de 0 a les erupcions no explosives (menys de 104 metres cúbics de tefra expulsats) mentre que un 8 representa una erupció explosiva colossal que pot expulsar 1012 metres cúbics de tefra i que assoleixen una alçada del núvol eruptiu de més de 25 km. La gran majoria de les erupcions volcàniques són d'IVE entre 0 i 2.

## Tipus d'erupcions magmàtiques
La combinació possible dels factors recentment senyalats entre si explica l'existència de diversos tipus de volcans als quals corresponen erupcions característiques. En primer lloc convé establir una distinció entre l'erupció puntual del magma per una xemeneia, i l'erupció lineal per una fissura del terreny que pot ser força llarga. En aquest últim cas es té una vulcanologia làvica: les erupcions no són violentes i adopten la forma de gegantines efusions de basalts molt fluids, les colades de lava les quals cobreixen grans extensions de terreny prop del volcà.
Tipus d'erupcions volcàniques més comuns són:
- Hawaiana
- Estromboliana
- Vulcaniana
- Pliniana
- Peleana

Erupció hawaiana: 1. columna eruptiva, 2. font de lava, 3. cràter, 4. llac de lava, 5. fumaroles, 6. colada de lava, 7. estrat de lava i cendra, 8. estrat geològic, 9 sill, 10. xemeneia, 11. cambra magmàtica, 12. pic volcànic.
Erupció estromboliana: 1. columna eruptiva, 2. lapil·li, 3. pluja de cendra volcànica, 4. font de lava, 5. bomba volcànica, 6. colada de lava, 7. capes de lava i cendra, 8. estrat, 9. dic, 10 xemeneia, 11 cambra magmàtica, 12 sill.
Erupció vulcaniana: 1. columna eruptiva, 2. lapil·li, 3. font de lava, 4. pluja de cendra volcànica, 5. bomba volcànica, 6. colada de lava, 7. capes de lava i cendra, 8. estrat, 9. sill, 10. xemeneia, 11. cambra magmàtica, 12. dic.

### Erupció hawaiana
Present en volcans amb vulcanologia làvica, són anomenades així pels volcans de les illes de Hawaii. Les seves laves són molt fluides, sense que tinguin lloc despreniments de gasos explosius; aquestes laves només es desborden quan ultrapassen el cràter, per la qual cosa formen un llac de lava i rellisquen amb facilitat pels vessants, formant veritables corrents a grans distàncies i construint un con volcànic amb un pendent molt suau, com es veu en una imatge recent de la caldera de l'Halemaumau, al volcà Kilauea, en l'illa de Hawaii. Algunes partícules de lava, en ésser arrossegades pel vent, formen fils cristal·lins que els nadius nomenen cabells de la deessa Pelé (divinitat del foc). Algunes erupcions hawaianes tenen de vegades una llarga vida; Puʻu ʻŌʻō, un con de cendres a l'est de la zona de fissures del volcà Kilauea porta en erupció contínua des de l'any 1983.

### Erupció estromboliana

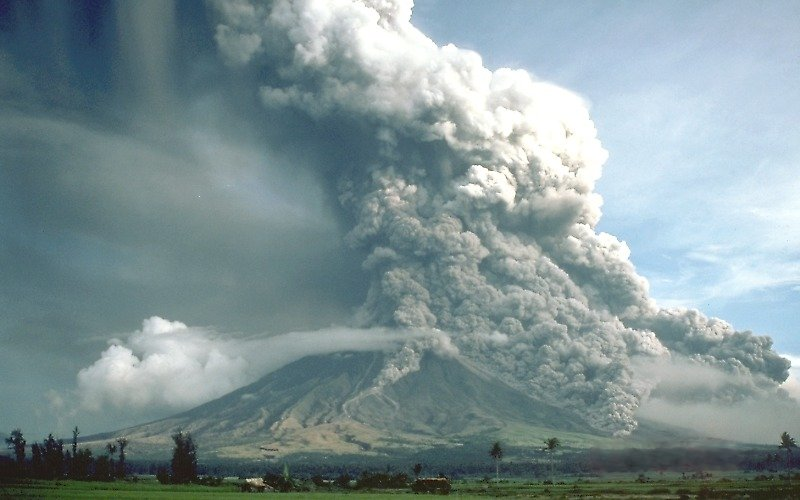
El volcà Mayon, a les illes Filipines, presenta un dels cons volcànics més perfectes del món. Va entrar en erupció en anys recents, amb una gran expulsió de gasos, cendres i d'altres materials que van formant capes successives en el mencionat con, el que defineix el volcà com un estratovolcà, és a dir, un volcà que es va formant per erupcions successives de materials volcànics.

Aquest tipus d'erupció rep el nom del Stromboli, volcà de les illes Lípari (mar Tirrena), al nord de Sicília, que ha estat a erupció contínuament des de fa segles. L'erupció és permanent, acompanyada de freqüents paroxismes explosius, i de tant en tant de colades de lava. Aquesta és fluida, i acompanya l'esllavissada de gasos abundants i violents, amb projeccions d'escòries, bombes volcàniques i lapil·li, perquè els gasos poden desprendre's amb facilitat, no es produeixen polvoritzacions o cendres. Quan la lava ultrapassa per les vores del cràter, descendeix pels seus vessants i barrancs, però no assoleix tanta extensió com la del tipus del volcà hawaià.

### Erupció vulcaniana
L'erupció vulcaniana rep el seu nom del volcà Vulcano de l'illa Vulcano de l'arxipèlag italià illes Eòlies. Giuseppe Mercalli després de les observacions de les seves erupcions el 1888-1890 va ser el primer de nomenar-lo així. S'alliberen grans quantitats de gasos d'un magma poc fluid, que es consolida amb rapidesa; per això les explosions són molt fortes i la lava àcida i molt viscosa que emet es polvoritza, produint molta cendra, llançada a l'aire acompanyada d'altres materials fragmentaris. Quan la lava surt a l'exterior es consolida ràpidament, però els gasos que desprenen, trenquen i esquerden la seva superfície, per això resulta aspra i molt irregular, formant-se laves cordades.

### Erupció pliniana

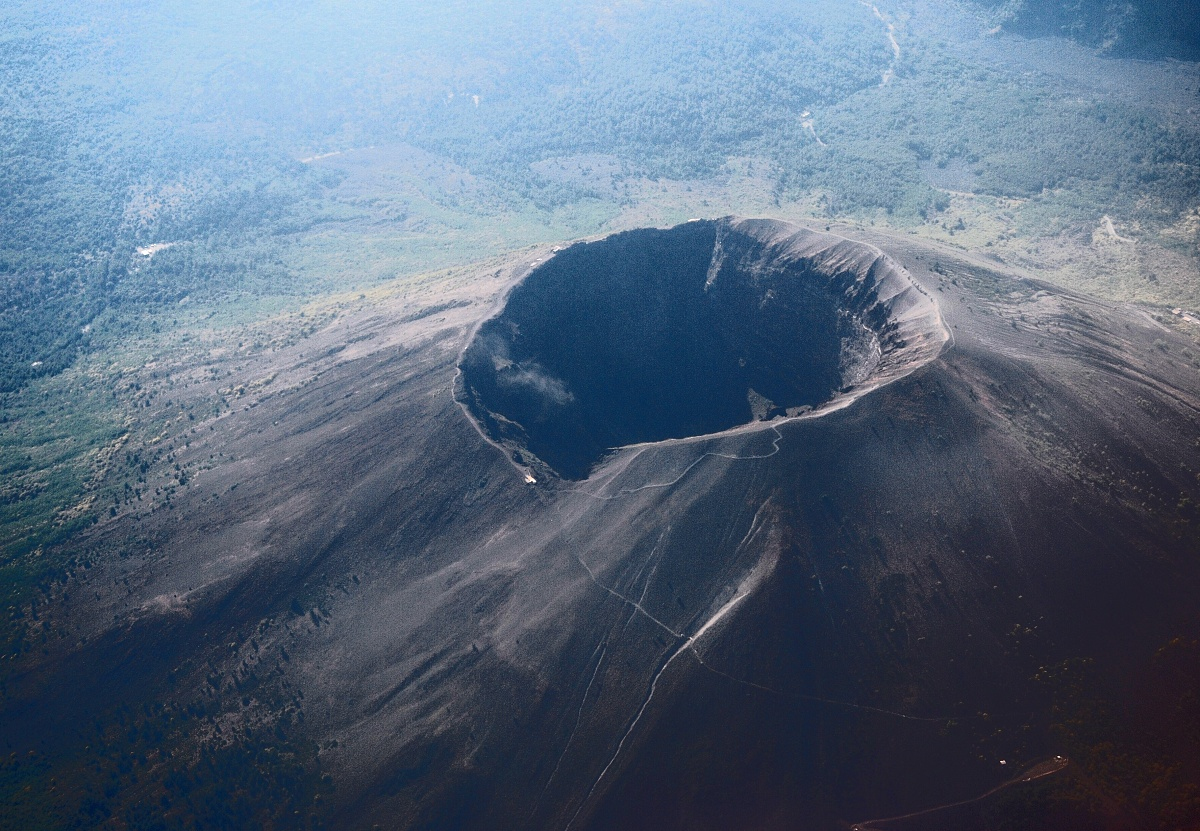
El volcà Vesuvi en l'actualitat

L'erupció pliviana o vesubiana reben el seu nom en honor de Plini el Vell, que va morir en una erupció del volcà Vesuvi, i el seu nebot Plini el Jove, que va ser el primer de descriure-les. L'erupció pliniana difereix de la vulcaniana en el fet que la pressió dels gasos a la cambra de magma és molt forta i produeix explosions molt violentes. És distintiu d'elles el fet que les laves no siguin usualment basàltiques, sinó riolítiques, i que existeixi una gran emissió de pedra tosca, gasos tòxics i aerosols. Forma núvols ardents en forma de pi o bolet, que, en refredar-se, produeixen precipitacions de cendres, que poden arribar a sepultar ciutats, com el va succeir l'any 79 a les vil·les romanes de Pompeia i Herculà.
Tanmateix, la característica eruptiva més perillosa són els fluixos piroclàstics generats pel col·lapse de material, que baixen pel vessant de la muntanya a velocitats extremes de fins a 700 km per hora i amb la possibilitat d'ampliar l'abast de l'erupció a centenars de quilòmetres. La sortida de material calent des del cim del volcà fon bancs de neu i dipòsits de gel del volcà, que es mescla amb tefra per formar lahars i esllavissades de terra amb la consistència del formigó fresc que es mouen a gran velocitat.

### Erupció peleana

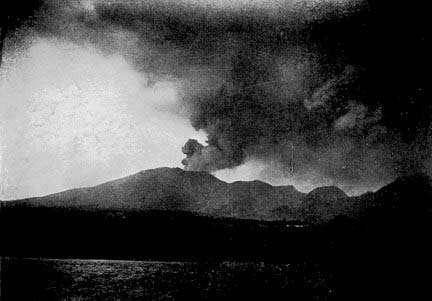
Mont Pelée 26 de maig de 1902: el día es torna nit.

Dels volcans de les Antilles és cèlebre el de Mont Pelée, a Martinica per la seva erupció de 1902, que va destruir la seva capital, Saint-Pierre. La lava és extremament viscosa i es consolida amb gran rapidesa, arribant a tapar per complet el cràter; l'enorme pressió dels gasos, sense sortida, aixeca aquest tap que s'eleva formant un gran banyó volcànic o bé destrossa la part superior del vessant. Així va succeir el 8 de maig de 1902, quan les parets del volcà van cedir a tan enorme empenta, obrint-se un conducte lateral pel que van sortir amb extraordinària força els gasos acumulats a elevada temperatura i que, mesclats amb cendres, van formar el núvol ardent que va assolir 30.121 víctimes, a una velocitat propera als 500 km/h. Com a resultat d'aquesta erupció volcànica va quedar la formació d'un banyó volcànic.

### Erupció Krakatoana
Una explosió volcànica molt terrible, va ser la del volcà Krakatoa. Va originar una tremenda explosió i enormes sisme submarís. Aquest tipus d'erupcions són deguts al fet que la lava ascendent és molt viscosa, amb una temperatura força baixa, amb el que va tancant en refredar-se l'obertura del cràter i això va acumulant gasos que al final ocasionen una gran explosió amb la voladura de part del cràter i, moltes vegades, amb la formació d'un banyó volcànic, és a dir, una muntanya o torre de forma cilíndrica formada per l'extrusió d'una lava molt viscosa, poc líquida, que se solidifica molt ràpidament.

## Tipus d'erupcions freatomagmàtiques

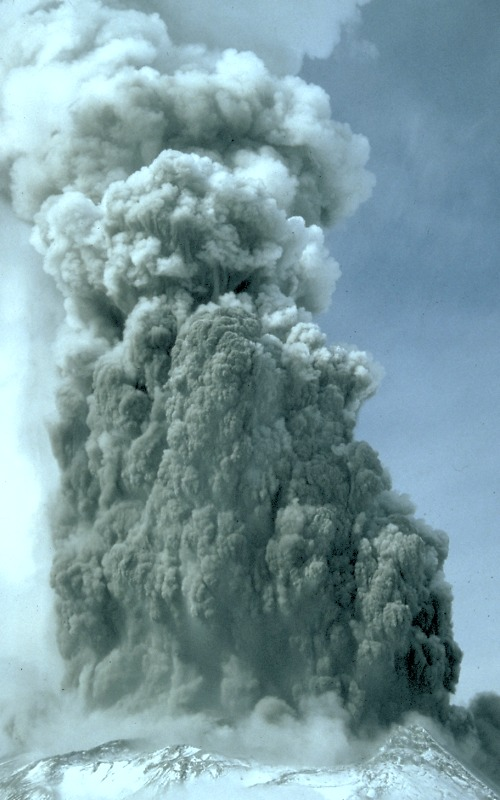
Erupció freàtica del Saint Helens, Washington, Estats Units, el 1980

### Erupcions surtseyianes

Dibuix esquemàtic d'una erupció submarina.

Una erupció surtseyana o hidrovolcànica és un tipus d'erupció volcànica en aigües poc profundes que causa interaccions entre l'aigua i lava, nomenat així després del seu més famós exemple, l'erupció i la formació de l'illa de Surtsey a la costa d'Islàndia el 1963.

### Erupcions submarines
Les erupcions submarines són més freqüents que les dels volcans que emeten a les terres emergents. Tanmateix, acostumen a passar inadvertides perquè la pressió elevada de l'aigua a les zones abissals provoca la dissolució dels gasos i atura les projeccions; així és com a cap signe de l'erupció pot veure's a la superfície del mar. Cas contrari és el de les erupcions al fons dels llacs, que és observable a la superfície.

### Erupcions subglacials
Les erupcions subglacials són un tipus d'erupció volcànica caracteritzada per la interacció entre la lava i gel, sovint sota una glacera.

## Erupcions freàtiques
Una erupció freàtica és aquella que succeeix quan el magma d'un volcà, la temperatura del qual és extrema (600Cº - 1170 Cº), es posa en contacte amb el sòl o una superfície que conté aigua, la qual s'evapora ràpidament causant una explosió de vapor, aigua, cendra, pedres i bombes volcàniques. Aquestes erupcions acostumen a incloure vapor i fragments de roca, la inclusió de lava és inusual. Algunes vegades formen amplis cràters en baix relleu nomenats llacs volcànics. Les explosions freàtiques poden anar acompanyades d'emissions de gasos de diòxid de carboni o sulfur d'hidrogen. Una erupció d'aquest tipus succeïda l'any 1979 a l'illa de Java va matar 140 persones pels gasses verinosos.